# Abbott und Costello gegen Dr. Jekyll und Mr. Hyde
Abbott und Costello gegen Dr. Jekyll und Mr. Hyde (alternativ auch Abbott und Costello treffen Dr. Jekyll und Mr. Hyde) ist eine US-amerikanische Horrorkomödie aus dem Jahr 1953 von Charles Lamont mit dem Komikerduo Abbott und Costello sowie Boris Karloff in den Hauptrollen. Das Drehbuch basiert auf Stories von Samuel Fields und Grant Garrett, die ihrerseits von der Novelle Der seltsame Fall des Dr. Jekyll und Mr. Hyde von Robert Louis Stevenson inspiriert wurden.

## Handlung
Im Londoner Hyde Park findet um die Jahrhundertwende eine Mordserie durch ein wolfartiges Monster statt, die durch den Tod des prominenten Physikers Dr. Poole endet, dessen Leiche vom amerikanischen Reporter Bruce Adams entdeckt wird. Am nächsten Tag hört Bruce, wie die Tänzerin Vicky Edwards ein Suffragettentreffen im Park leitet, und bittet um ein privates Interview. Als er einen Zwischenrufer schlägt, bricht ein Aufstand aus und die tollpatschigen Bobbys Slim und Tubby tauchen auf, um zu versuchen, den Frieden zu wahren. Ihr Scheitern führt jedoch dazu, dass der Polizeiinspektor sie feuert. 
Bruce und alle Suffragetten werden von Vickis Vormund, dem führenden Wissenschaftler Dr. Jekyll, der sein Mündel insgeheim liebt, aus dem Gefängnis geholt. Bruce arrangiert eine Mitfahrgelegenheit mit Jekyll und Vicky, was schnell die Eifersucht des Arztes entfacht. In der Kutsche erklärt Jekyll Bruce seinen Wunsch, die Doppelnatur des Menschen unter Kontrolle zu bringen, um das Böse und die Gewalt auszurotten. Während Bruce Vicky in das Tanzlokal begleitet, in dem sie arbeitet, geht Jekyll niedergeschlagen nach Hause und betritt sein geheimes Labor, wo sein stummer Assistent Batley auf ihn wartet. Dort beklagt Jekyll, der ein Serum getestet hat, das die Manifestation seiner Doppelnatur, eines Monsters namens Mr. Hyde, hervorbringt, dass Hyde den Physiker getötet hat. Jekyll schwört, das Serum nicht mehr zu verwenden, bis er es perfektioniert hat, erinnert sich dann aber an seinen Wunsch, seinen neuen Rivalen um Vickys Zuneigung auszuschalten. Er spritzt sich das Serum, verwandelt sich in Mr. Hyde und geht in den Tanzsaal, wo er durch ein Fenster beobachtet, wie Vicky und Bruce sich küssen.
In diesem Moment kommen Slim und Tubby vorbei und sehen, wie Hyde die Wand des Theaters erklimmt. In der Annahme, dass er ein Einbrecher ist, und in der Hoffnung, ihre Jobs zurückzugewinnen, jagen die beiden ihn in das Gebäude und beginnen mit der Durchsuchung der Umkleidekabinen. Nachdem Tubby mehrmals nur knapp Hydes Fängen entkommen konnte, bemerkt er schließlich das Monster, kann es jedoch nicht fangen. Glücklicherweise sehen Bruce und Slim Hyde im Flur und jagen ihn durch ein Oberlicht. Alle drei verfolgen ihn über die Dächer, verlieren ihn jedoch, als Tubby ausrutscht und an einer Wäscheleine baumelt. Tubby, zurückgelassen von Bruce und Slim, befreit sich aus seiner misslichen Lage und betritt unwissentlich dasselbe Wachsfigurenkabinett, in dem sich das Monster versteckt. Dort fürchtet er sich vor jeder Statue und schreit, bis Slim es hört und hineinrennt. Als Slim erfährt, dass Hyde im Museum ist, rennt er zum Inspektor und überlässt es Tubby, das Monster in einer Zelle einzusperren. Als der Inspektor jedoch eintrifft, ist das Serum abgenutzt und Tubby wird für die Inhaftierung von Dr. Jekyll gerügt. 
Jekyll lädt Slim und Tubby zu sich nach Hause ein und bittet sie, über Nacht zu bleiben. Tubby wacht in der Nacht voller Angst auf und versucht zu fliehen, ist aber so verängstigt, als er Batley sieht, dass er versehentlich in das Geheimlabor stürzt. Nachdem er Slim geweckt hat, lädt Jekyll sie beide zu einem Rundgang durch sein Labor ein, und Tubby schnappt sich eine Flasche Serum und trinkt sie, weil er denkt, es sei Wasser. Slim bemerkt nicht, wie sich sein Freund in eine riesige Maus verwandelt. Jeder, der die Metamorphose mitbekommt, fällt in Ohnmacht, doch als sie aufwachen, ist Tubby wieder er selbst. Tubby und Slim besuchen den Inspektor, um ihn über Jekylls Experimente zu informieren, werden jedoch für verrückt erklärt und rausgeworfen. Am nächsten Tag erzählen sie ihre Geschichte Vicky und Bruce, die darauf bestehen, Jekyll selbst zur Rede zu stellen. Bereitwillig zeigt er ihnen sein inzwischen ausgeräumtes Labor. Während Bruce und Vicky sich entschuldigen, findet Slim eine Flasche Schnaps, von der er glaubt, dass es sich um den Mäusetrank handelt, und drängt Tubby, so lange zu trinken, bis er völlig betrunken ist. Oben hält Bruce Jekyll um Vickys Hand an, und obwohl der Arzt zustimmt, schnappt er sich Vicky, sobald Bruce geht, und erklärt, dass niemand außer ihm sie haben wird. Er bereitet eine Spritze vor, mit der er Bruce in ein Monster verwandeln und ihn somit  legal töten kann, doch als Vicky gegen ihn kämpft, spritzt er sich versehentlich das Serum und verwandelt sich vor ihren Augen in Hyde. Ihre Schreie alarmieren Batley, Tubby, Slim und Bruce, und alle vier stürmen in die Bibliothek. Während Bruce dort gegen Hyde kämpft, stößt Batley Tubby wiederholt in die mit Serum gefüllte Nadel, bis er zu einem Monster wird, das mit Hyde identisch ist. Sowohl er als auch Hyde fliehen in den Park, bald ist die gesamte Polizei hinter beiden Monstern her. Schließlich jagt Slim Tubby auf ein Dach, gerade als Bruce Hyde auf dasselbe Dach folgt. Alle vier verstecken sich um einen Schornstein, bis Slim es schafft, Tubby anzugreifen. Hyde jedoch flieht zu seinem Haus und greift Vicky an. Bruce, der ebenfalls dorthin gegangen ist, in der Hoffnung, dass Jekyll zurückkehren würde, bricht in das Haus ein und kämpft gegen Hyde, bis das Monster aus dem Fenster in den Tod springt. Als die Bürger ihn umringen, verwandelt sich das Gesicht des Monsters wieder in das von Jekyll. In der Zwischenzeit haben Slim und vier Polizisten Tubby zum Büro des Inspektors gebracht. Ein kämpfender, monströser Tubby beißt alle Polizisten. Sie schlagen ihn nieder, und als er sich wieder in sein menschliches Selbst verwandelt, drehen sich die beiden Freunde um und stellen fest, dass die fünf gebissenen Gesetzeshüter zu Monstern mutiert sind.

## Hintergrund
Gedreht wurde der Film von Ende Januar bis Ende Februar 1953 in den Universal-Studios in Universal City.
Bernard Herzbrun und Eric Orbom oblag die künstlerische Leitung. Russell A. Gausman und John P. Austin waren für das Szenenbild zuständig, Rosemary Odell für die Kostüme, Bud Westmore, Jack Kevan sowie (ungenannt) Milicent Patrick für das Maskenbild. Verantwortliche Toningenieure waren Leslie I. Carey und Robert Pritchard. 
Zu den Stuntmen zählte u. a. auch Carey Loftin. Obwohl Boris Karloff offiziell in der Doppelrolle als Dr. Jekyll und Mr. Hyde gelistet ist, wird er als Mr. Hyde in Wirklichkeit in fast allen Szenen von Stuntman Eddie Parker gedoubelt.

## Veröffentlichung
Die Premiere des Films fand am 12. August 1953 in Los Angeles statt. In Österreich kam er am 15. Oktober 1954 in die Kinos. In der Bundesrepublik Deutschland wurde er am 29. April 2011 auf DVD veröffentlicht.

## Kritiken
Der Filmkritiken-Aggregator Rotten Tomatoes hat in einer Auswertung von acht Kritiken eine Zustimmungsrate von 63 Prozent errechnet. Das Publikumsergebnis hat sich bei 62 Prozent positiver Bewertungen eingependelt.
Die Variety befand, dass diese Parodie auf das klassische Schreckgespenst der Belletristik Abbott- und Costello-Fans eine mitreißend gute Zeit biete.